# 47144 Faulkes
47144 Faulkes este un asteroid din centura principală de asteroizi.

## Descriere
47144 Faulkes este un asteroid din centura principală de asteroizi. A fost descoperit pe 7 august 1999 la Observatorul Kleť de Jana Tichá și Miloš Tichý. Asteroidul prezintă o orbită caracterizată de o semiaxă mare de 2,23 ua, o excentricitate de 0,12 și o înclinație de 6,3° în raport cu ecliptica.